# Fosa Juniors FC
Fosa Juniors FC is een Malagassische voetbalclub, gevestigd in Boeny. 
De club uit Madagaskar won in 2017 de Beker van Madagaskar.

## Prijzenkast
- Beker van Madagaskar - 2017